# Institut régional de formation pour adultes
L'Institut régional de formation pour adultes (IRFA) est un organisme de formation sous statut associatif qui réalisent des formations pour les demandeurs d'emploi et salariés.

## Présentation
Les IRFA ont tous été créés dans les années 1970.
L'IRFA a également une activité de conseils auprès des entreprises (management, ingénierie de formation, développement personnel, préparation aux concours...) sous le nom d'IRFA Conseil.
Ils sont implantés dans les régions suivantes :
- Bourgogne
- Alsace
- Languedoc-Roussillon
- Midi-Pyrénées
- Basse-Normandie
- Haute-Normandie
- Pays de la Loire
- Lorraine
- Champagne-Ardenne